# Colombe saphir
Geotrygon saphirina
Espèce
Statut de conservation UICN

 LC  : Préoccupation mineure
La Colombe saphir (Geotrygon saphirina) est une espèce d'oiseau de la famille des Columbidae.

## Répartition
Cet oiseau vit au Brésil, en Colombie, en Équateur et au Pérou.

## Habitat
Cette espèce habite les forêts humides tropicales et subtropicales.

## Sous-espèces
Selon Alan P. Peterson, il en existe deux sous-espèces :
- Geotrygon saphirina rothschildi (Stolzmann) 1926 ;
- Geotrygon saphirina saphirina Bonaparte 1855.